# エルンスト・ブッファ
エルンスト・ヨアヒム・ヴァレンティン・ブッファ（独: Ernst Joachim Valentin Gustav Buffa、1893年2月14日 - 1971年9月19日）は、ドイツの軍人。第二次世界大戦中のナチス・ドイツ空軍において将官を務めた。神聖ローマ帝国の男爵であったフランツ・フライヘア・ブッファ・フォン・リリエンベルグ・ウント・カステラルトの息子で、1912年にドイツ軍に入隊した。1916年5月にはベルリン陸軍士官学校に入学。第一次世界大戦中は西部戦線に従軍。その後騎士鉄十字章を受章した。1947年にはアルゼンチンへ移り、そこで戦時中の体験を著した。1971年、トラーベン＝トラーバッハ内の村で死亡した。

## 受賞
- 騎士鉄十字章 - 1944年9月5日に空軍将官及び高射第12師団の指揮官として受賞[1]。